# Mike Mogis
Michael Riley Mogis (North Platte, 16 maggio 1974) è un polistrumentista, compositore e produttore discografico statunitense.

## Biografia
Con il fratello A.J. Mogis ha fondato i Presto! Recording Studios a Lincoln (Nebraska) nel 1995.
Ha collaborato in diverse vesti con importanti artisti associati alla Saddle Creek Records: tra questi Bright Eyes, The Faint, Rilo Kiley, The Good Life, Cursive, Lullaby for the Working Class, Jenny Lewis, Tilly and the Wall ed Elizabeth & The Catapult. Ha anche prodotto un album di Rachael Yamagata.
È membro permanente del gruppo indie rock Bright Eyes, mentre ha anche preso parte ai progetti Lullaby for the Working Class e We'd Rather Be Flying. Inoltre è membro del supergruppo Monsters of Folk dal 2004.
Collabora con She & Him nei primi due album Volume One (2008) e Volume Two (2010).
Nel 2008 ha collaborato nel disco d'esordio di Lightspeed Champion. 
Nel 2012 produce l'album The Lion's Roar delle First Aid Kit.
Nello stesso anno partecipa alla colonna sonora del film Stuck in Love.
Nel 2014, insieme a Nate Walcott, ha realizzato la colonna sonora del film Colpa delle stelle. Nello stesso anno produce Stay Gold, secondo album delle First Aid Kit.

## Discografia
Album in studio
- 2014 - The Fault In Our Stars (con Nate Walcott)

## Filmografia
- Lovely, Still, regia di Nicholas Fackler (2008)
- Stuck in Love, regia di Josh Boone (2012)
- Colpa delle stelle (The Fault in Our Stars), regia di Josh Boone (2014)

## Riconoscimenti
- Grammy Award
  - 2024 - Candidatura alla registrazione dell'anno per Not Strong Enough
  - 2024 - Candidatura all'album dell'anno per The Record
  - 2024 - Candidatura alla miglior produzione di un album non classico per The Record